# 불조삼경 (보물 제695호)
불조삼경(佛祖三經)은 서울특별시 용산구 한남동, 삼성미술관 리움에 있는 고려시대의 목판본 불경이다. 1981년 3월 18일 대한민국의 보물 제695호로 지정되었다.

## 개요
불조삼경(佛祖三經)은 인도에서 중국으로 전래된 초기 불교경전 가운데 하나로 후한의 가섭마등(伽葉摩騰)과 축법란(竺法蘭)이 한역한 것이며, 불교의 중요한 가르침을 모두 42장으로 나누어 설명하고 있다.
닥종이에 찍은 목판본으로 크기는 세로 26.3cm, 가로 17.2cm이다. 이 책에는 인도의 구마라습(鳩摩羅什)이 번역한『불유교경』과 당나라 영우(靈祐)가 지은『위산경책』이 함께 들어 있는데,『불설42장경』과 합쳐서 불조3경(佛祖三經)이라고 부른다.
책 끝에 있는 기록을 통해 고려 우왕 10년(1384)에 지봉(志峯), 지도(志道)와 시주자 김씨가 함께 간행하고, 이색(李穡)이 간행에 관계된 기록을 적었음을 알 수 있다.
글씨체로 보아 송나라의 원본을 보고 다시 새겼음을 알 수 있으며, 글자의 새김이 정교하고 인쇄상태가 선명한 것으로 보아 판을 새긴 후 처음 찍어낸 것으로 추정된다. 

## 같이 보기
- 불조삼경

## 참고 자료
- 불조삼경 - 국가유산청 국가유산포털